# Guido III di Biandrate
 Guy de Braindrate ou Guido III di Biandrate (1119 - 8 mars 1167), surnommé « Le Grand », est comte de Biandrate et capitaine dans les milices milanaises.

## Biographie
Fils d'Albert, comte de Biandrate, à sa mort, il hérite du titre paternel. Il élargit ses domaines et participe à la deuxième croisade aux côtés de l'empereur Conrad III de Souabe et du roi de France Louis VII. Grâce à sa participation, Conrad III lui confirme tous ses domaines. En 1152, il assiste au couronnement de Frédéric Barberousse, que son oncle Conrad III avait désigné comme héritier. En 1154, Guido accueille le nouvel empereur avec toute sa cour dans son château de Biandrate.
En 1156, Frédéric le nomme capitaine des milices impériales du comté et de l'évêché de Novare et lui donne les territoires d'Asti, du Chierese et de la vallée de Canale. En combattant contre Pavie, il acquiert, en plus des trente-sept châteaux déjà en sa possession, ceux de Gambolò et de Vigevano. En 1158, Frédéric Barberousse assiège Milan et Guido tente de convaincre l'empereur d'épargner la ville, maintenant au bord de l'épuisement. Dix ans plus tard, les communes de la Ligue lombarde battent Frédéric, qui est secouru et accueilli par le comte dans son château de Monteacuto d'Asti, tandis que Biandrate est rasée.

## Famille et enfants
Il épousa en 1142 une sœur de Guillaume III de Montferrat, donc une fille du marquis Ranieri,. L'identification exacte de l'épouse de Guido reste incertaine à ce jour, et son nom demeure inconnu en réalité. Plusieurs hypothèses d'identification et de nom ont été proposées : selon certaines sources tardives, elle se nommait Isabelle, tandis que d'autres l'identifient comme Jeanne, une autre sœur de Guillaume III, veuve de Guillaume Cliton depuis 1128.
Guido eut les enfants suivants :
- Ranieri ou Raniero, seigneur de Valsesia ;
- Guido (IV), archevêque de Ravenne ;
- Ottone II, seigneur de Mongrando ;
- Guillaume ;
- Uberto IV de Biandrate ;
- Lanfranco ;
- Ruffino, abbé de l'abbaye de Fruttuaria.